# Imre Török
Imre Török (* 3. Februar 1949 in Eger/Ungarn) ist ein deutscher Schriftsteller.

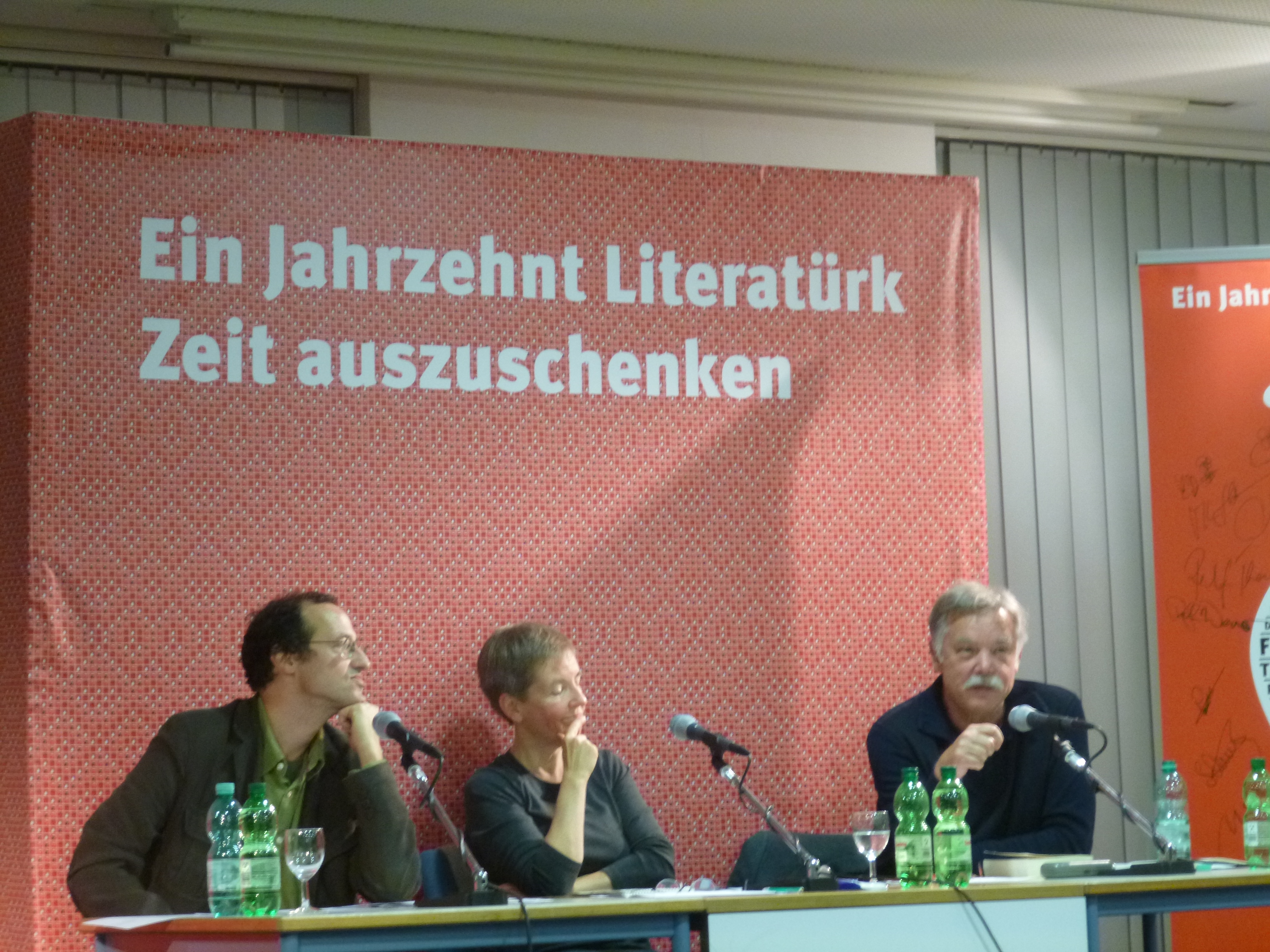
Imre Török, rechts, mit Sabine Adatepe und Tanıl Bora (2014)

## Leben und Werk
Imre Török kam als jugendlicher Flüchtling von Ungarn nach Deutschland. Zunächst lebte er in Lübeck und besuchte dort das Katharineum. Nach dem Abitur studierte er Germanistik, Geschichte und Philosophie in Tübingen, u. a. bei Ernst Bloch.
Török verfasst in erster Linie Erzählungen und Romane, daneben auch Hörspiele, Märchen sowie philosophische und sachbezogene Texte. Darüber hinaus ist er als ›Dozent für Kreativität‹ in der Erwachsenenbildung tätig und engagiert sich ehrenamtlich in der Flüchtlingshilfe. Er war Leiter des städtischen Theaters Sindelfingen und betätigte sich als Ghostwriter und Journalist. 2003/04 arbeitete er am Kinofilm Sophie Scholl. Die letzten Tage mit.
Von 1996 bis 2005 war Török, den Sigrid Löffler als transnationalen Schriftsteller bezeichnet, Vorsitzender des Verbands deutscher Schriftstellerinnen und Schriftsteller in Baden-Württemberg. Von 2005 bis 2015 war er dessen Bundesvorsitzender und ist seit 2015 stellvertretender Bundesvorsitzender. Török, der auch Mitglied des P.E.N. ist, war Mitbegründer des Aktionsbündnis für faire Verlage.
2021 wurde Török mit dem Verdienstorden des Landes Baden-Württemberg ausgezeichnet.
Imre Török, der sich zeitweilig in Berlin und in der Türkei aufhielt, lebt seit 1990 im Allgäu.

## Einzeltitel
- Insel der Elefanten. Diesseits und jenseits der Erinnerungen. Roman. Pop Verlag, Ludwigsburg 2023, ISBN 978-3-86356-382-0
- Die Königin von Ägypten in Berlin. Roman. Pop Verlag, Ludwigsburg 2017, ISBN 978-3-86356-150-5. Die Königin von Ägypten in Berlin. Roman. Pop Verlag, Ludwigsburg 2017, ISBN 978-3-86356-150-5.
- Wanderer. Zwischenwelten. Pop Verlag, Ludwigsburg 2015, ISBN 978-3-86356-122-2.
- Haremden Berlin’e Cavidan (dt.: Aus dem Harem nach Berlin. Djavidan). Roman, Verlag nota bene, Ankara 2015.
- Briefe aus dem siebten Himmel. Verlag Kulturmaschinen, Berlin 2013, ISBN 978-3-943977-17-2.
- Das Buch Luzius. Märchen und andere Wahrheiten. Pop Verlag, Ludwigsburg 2012, ISBN 978-3-86356-026-3.
- Insel der Elefanten. Roman. Pop Verlag, Ludwigsburg 2010, ISBN 978-3-937139-91-3.
- Akazienskizze. Neue und alte Geschichten. Phantasieflüge. Pop Verlag, Ludwigsburg 2009, ISBN 978-3-937139-69-2.
- Great Landscapes. = Großartige Landschaften. Bildband mit Photographien von Helmut Hirler. Edition Panorama, Mannheim 2008, ISBN 978-3-89823-397-2
- Bridges Panorama. Bildband. Mit Karl Lang. Edition Panorama, Mannheim 2007, ISBN 978-3-89823-336-1.
- Licht in Stein. Märchen und Geschichten aus Illuministan. Edition Wuz, Freiberg a. N. 2004.
- VS-Handbuch. Ein Ratgeber für Autorinnen und Autoren, Übersetzerinnen und Übersetzer. Steidl, Göttingen 1999, ISBN 3-88243-668-9.
- Un-Gar. Reflexionen eines Grenzgängers. Verlag Klöpfer & Meyer, Tübingen 1999, ISBN 3-931402-38-X.
- Dichter am See. Geschichten. Verlag Robert Gessler, Friedrichshafen 1996, ISBN 3-86136-011-X.
- Ameisen und Sterne. Märchen und andere wahre Geschichten. Alkyon Verlag, Weissach im Tal 1995, ISBN 3-926541-49-0 (4. Auflage. 2001).
- Cagliostro räumt Schnee am Rufiji. Geschichten. Alkyon Verlag, Weissach im Tal 1991, ISBN 3-926541-16-4 (Veränderte und erweiterte Neuausgabe 1999, ISBN 3-933292-19-0).
- Blitze über einem Berg. Kurzprosa. Verlag der Handzeichen, Düsseldorf u. a. 1985, ISBN 3-88889-035-7.
- Butterseelen. Mit Hölderlin und Hermann Hesse in Tübingen. Windhüter Verlag, Stuttgart 1980, ISBN 3-921788-09-9.
- Klaut und Drüben (a + b). Gedanken an Sätze zum Weiterspinnen. Selbstverlag Erung, Tübingen 1976.